# Diomede il Giovane
San Diomede il giovane (Cipro, ... – IV secolo) fu, secondo la leggenda, un cristiano che salvò Cipro da un attacco di Saraceni, e perciò venerato come santo dalla Chiesa cattolica.

## Vita
Nacque a Leucopoli, in Cipro. Sarebbe stato educato dal vescovo san Trifillio. 
Quando Cipro fu attaccata dai Saraceni, con il solo segno della croce sarebbe riuscito a fermarli e convertirli.
Viene festeggiato il 28 ottobre.